# Фіктивний шлюб
Фіктивний шлюб — зареєстрований без наміру створити сім'ю правовий акт, внаслідок укладення якого в осіб, що перебувають у шлюбі, не виникає ніяких прав і обов'язків подружжя. Реєстрація шлюбу без наміру створити сім'ю для досягнення якоїсь правової або соціальної мети.
Фіктивним шлюб може бути у випадках, коли обидві сторони фіктивного подружжя діяли узгоджено, так і в тих випадках, коли один з них вводив в оману іншого — наприклад, шлюб за розрахунком.